# امیلیانو سالا
امیلیانو رائول سالا تافارل (اسپانیایی: Emiliano Raúl Sala Taffarel‎؛ زادهٔ ۳۱ اکتبر ۱۹۹۰ – درگذشتهٔ ۲۱ ژانویه ۲۰۱۹) بازیکن فوتبال اهل آرژانتین بود که به عنوان مهاجم بازی می‌کرد.

## ناپدید شدن
در روز ۲۲ ژانویه ۲۰۱۹، گزارش شد که هواپیمای پی‌ای-۴۶ پایپری که سالا برای پرواز از نانت به کاردیف آن سوار شده بود، ناپدید شده‌است. هواپیما در روز ۲۱ ژانویه در آلدرنی ناپدید شد. در همان روز تأیید شد که سالا مسافر همان هواپیما بوده. در ۲۳ ژانویه، گروه تجسس هوایی جزایر مانش اعلام کردند که هیچ امیدی به یافتن بازماندگان در آب نیست.
او در آخرین پیامش قبل از این حادثه پیام صوتی زیر را برای خانواده‌اش از طریق واتس‌اپ فرستاد:
«من سوار هواپیمایی هستم که به نظر می‌رسد در حال متلاشی شدن است. من در حال پرواز به سمت کاردیف هستم. اگر تا یک ساعت و نیم دیگر خبری از من نشد، نمی‌دانم کسانی را برای جستجو و پیدا کردنم می‌فرستند یا نه، چون می‌دانید اینجا هیچ‌کس من را پیدا نخواهد کرد. پدر، من خیلی می‌ترسم.»
در ساعت ۱۵:۱۵ دقیقه ۲۴ ژانویه، پس از جستجویی طولانی که شامل سه هواپیما پنج هلی‌کوپتر و دو قایق نجات بود، پلیس گرنزی اعلام کرد که عملیات جستجو برای یافتن بازمانده‌های هواپیما را متوقف کرده‌است. این تصمیم سبب شد تا بسیاری از بازیکنان فوتبال سراسر جهان از جمله بازیکنان آرژانتینی چون لیونل مسی، گونسالو ایگواین، سرخیو آگوئرو و دیگو مارادونا خواهان ادامهٔ جستجو شوند. مائوریسیو ماکری رئیس‌جمهور آرژانتین نیز به صورت رسمی به دولت‌های بریتانیا و فرانسه درخواست ادامهٔ جستجو را داد.
در ۳ فوریه، اعلام شد جستجوی جدیدی توسط کشتی که به‌طور خصوصی تأمین مالی می‌شود در زیر آب آغاز شده. این جستجو که به مدت سه روز ادامه دارد، ۴ مایل مربع از شمال گرنزی را پوشش می‌دهد. در ساعت ۲۱:۱۱ به وقت گرینویچ، در حالی که شش ساعت از آغاز جستو وجو می‌گذشت، لاشه هواپیما در بستر دریا یافت شد.
در نهایت در تاریخ ۷ فوریه ۲۰۱۹ با پیدا شدن جسد سالا این پرونده مختومه شد.

## آمار حرفه‌ای

### باشگاهی[۱۹]
| باشگاه         | فصل     | لیگ  | لیگ  | جام  | جام  | بین‌المللی | بین‌المللی | مجموع | مجموع |
| باشگاه         | فصل     | بازی | گل‌ها | بازی | گل‌ها | بازی      | گل‌ها      | بازی  | گل‌ها  |
| -------------- | ------- | ---- | ---- | ---- | ---- | --------- | --------- | ----- | ----- |
| باشگاه اورلئان | ۲۰۱۲–۱۳ | ۳۷   | ۱۹   | ۰    | ۰    | ۰         | ۰         | ۳۷    | ۱۹    |
| نیورت          | ۲۰۱۳–۱۴ | ۳۷   | ۱۸   | ۳    | ۲    | ۰         | ۰         | ۴۰    | ۲۰    |
| بوردو          | ۲۰۱۴–۱۵ | ۱۱   | ۱    | ۱    | ۰    | ۰         | ۰         | ۱۲    | ۱     |
| کان            | ۲۰۱۴–۱۵ | ۱۳   | ۵    | ۰    | ۰    | ۰         | ۰         | ۱۳    | ۵     |
| نانت           | ۲۰۱۵–۱۶ | ۳۱   | ۶    | ۴    | ۰    | ۰         | ۰         | ۳۵    | ۶     |
| نانت           | ۲۰۱۶–۱۷ | ۳۴   | ۱۲   | ۵    | ۳    | ۰         | ۰         | ۳۹    | ۱۵    |
| نانت           | ۲۰۱۷–۱۸ | ۳۶   | ۱۲   | ۲    | ۲    | ۰         | ۰         | ۳۸    | ۱۴    |
| نانت           | ۲۰۱۸–۱۹ | ۱۶   | ۱۲   | ۲    | ۱    | ۰         | ۰         | ۱۸    | ۱۳    |
| جمع            | جمع     | ۱۱۷  | ۴۲   | ۱۳   | ۶    | ۰         | ۰         | ۱۳۰   | ۴۸    |
| کاردیف سیتی    | ۲۰۱۸–۱۹ | ۰    | ۰    | ۰    | ۰    | ۰         | ۰         | ۰     | ۰     |
| آمار کل        | آمار کل | ۲۱۵  | ۸۵   | ۱۷   | ۸    | ۰         | ۰         | ۲۳۲   | ۹۳    |